# Jeff Ament
Jeff Ament (*10. března 1963, Havre, Montana, USA), rozený Jeffrey Allen Ament, je americký basový kytarista a skladatel. Společně s kytaristy Mikem McCreadym a Stonem Gossardem je zakládajícím členem skupiny Pearl Jam. Dříve hrál s grungeovými kapelami jako Green River, Mother Love Bone a Temple of the Dog.
Album: While My Heart Beats
1. Ulcers & The Apocalypse
2. Down to Sleep
3. Take My Hand
4. Time to Pay
5. The Answers
6. Give It a Name
7. Shout and Repeat
8. While My Heart Beats
9. War In Your Eyes
10. When the Fire Comes
11. Never Forget